# Municipio de Liberty (condado de Licking)
El municipio de Liberty (en inglés: Liberty Township) es un municipio ubicado en el condado de Licking en el estado estadounidense de Ohio. En el año 2010 tenía una población de 2360 habitantes y una densidad poblacional de 34,75 personas por km².

## Geografía
El municipio de Liberty se encuentra ubicado en las coordenadas 40°9′53″N 82°37′35″O / 40.16472, -82.62639. Según la Oficina del Censo de los Estados Unidos, el municipio tiene una superficie total de 67.92 km², de la cual 67.59 km² corresponden a tierra firme y (0.49%) 0.33 km² es agua.

## Demografía
Según el censo de 2010, había 2360 personas residiendo en el municipio de Liberty. La densidad de población era de 34,75 hab./km². De los 2360 habitantes, el municipio de Liberty estaba compuesto por el 97.75% blancos, el 0.34% eran afroamericanos, el 0.13% eran amerindios, el 0.13% eran asiáticos, el 0.17% eran isleños del Pacífico, el 0.17% eran de otras razas y el 1.31% pertenecían a dos o más razas. Del total de la población el 1.48% eran hispanos o latinos de cualquier raza.